# Triepeolus townsendi
Triepeolus townsendi är en biart som beskrevs av Cockerell 1907. Triepeolus townsendi ingår i släktet Triepeolus och familjen långtungebin. Inga underarter finns listade i Catalogue of Life.